# IC 3854-1
IC 3854-1 — галактика типу S (спіральна галактика) у сузір'ї Гончі Пси.
Цей об'єкт міститься в оригінальній редакції індексного каталогу.